# Leptotarsus neorinus
Leptotarsus neorinus är en tvåvingeart som först beskrevs av Alexander 1953.  Leptotarsus neorinus ingår i släktet Leptotarsus och familjen storharkrankar. Inga underarter finns listade i Catalogue of Life.